# Тильпин
Тильпин (искажённое Турпин, фр. Turpin, Tilpin, лат. Turpinus, Tylpinus; дата рождения неизвестна — 2 сентября 800) — французский религиозный деятель, первый архиепископ Реймса (748—795), богослов.

## Биография
Согласно историку церкви Флодоарду, служил монахом и аббатом в Сен-Дени под Парижем, прежде чем был переведён в епархию Реймса. Дата избрания Тильпина епископом неизвестна, обычно ее относят к 748 или 753 году. Архиепископом Реймса стал после гибели на охоте на кабана епископа Милона (около 753/762). 
В 769 году вместе с одиннадцатью другими епископами Франции Тильпин присутствовал на Римском соборе, на котором папа Стефан II (III) приговорил антипапу Константина к вечному заключению. В 771 году Карломан I, соправитель франков вместе со своим братом Карлом Великим, был похоронен в римском саркофаге IV века в аббатстве Сен-Реми в Реймсе. Предположительно, похороны провел Тильпин.
Один из самых видных епископов своего времени. Как богослов, посвятил себя церковным реформам. Был в числе основателей писательской школы в Реймсе. Обогатил библиотеку своего собора, скопировав многочисленные произведения, и получил от Карла Великого ряд привилегий для своей епархии. К XVII веку считался автором легендарной и популярной в средние века «Historia de vita Caroli magni et Rolandi» (которая поэтому также стала известна как «Хроника Псевдо-Турпина», на деле составленная не раньше IX века и представляющая, большей частью, переработку народного эпоса о походе Карла в Испанию) и многих других произведений.
Сам Тильпин как один из двенадцати паладинов Франции фигурирует в ряде chansons de geste, важнейшей из которых является «Песнь о Роланде». Его изображение там как борца с нечистью и воина-епископа является вымышленным.
Похоронен в Реймском соборе.
За ним архиепископом Реймса стал Вульфер.